# 금강 (가수)
금강(1994년 5월 9일 ~)은 대한민국의 가수다. 2020년 1집 앨범 [아싸인싸]로 데뷔했다.

## 방송
- 아침마당 (2020)
- 불타는 트롯맨 (2022) - Top100

## 음반
- 아싸인싸 (2020)
- 징글벨 (2020)

## 수상
- 전라남도지사 감사패 (2021)

## 경력
- 해남군 홍보대사